# Arbetarkommissionerna
Arbetarkommissionerna (spanska: Comisiones Obreras, CCOO) har sedan Francodiktaturens fall 1975 blivit den största av de spanska fackliga landsorganisationerna. CCOO har mer än en miljon medlemmar och är den mest framgångsrika organisationen representerad på spanska arbetsplatser i konkurrens med PSOE-anknutna Unión General de Trabajadores (UGT) och det mindre syndikalistiska Confederación Nacional del Trabajo (CNT).
Arbetarkommissionerna organiserades underjordiskt från 1960-talet av Spaniens kommunistiska parti och katolska arbetsgrupper för att bekämpa diktaturen, kämpa för arbetarnas rättigheter på arbetsplatserna och skapa ett alternativ till den statskontrollerade fackföreningen Sindicato Vertical.
Från att ha varit lokalt organiserade så upprättades en landsorganisation vid en kongress i Barcelona 1976.